# بیلچه‌نوک گلوسفید
بیلچه‌نوک گلوسفید (نام علمی: Platyrinchus mystaceus) نام یک گونه از سرده بیلچه‌نوک‌ها است.